# Éléments de géométrie algébrique
Die Éléments de géométrie algébrique („Elemente der algebraischen Geometrie“, kurz EGA) von Alexander Grothendieck (unter Mithilfe von Jean Dieudonné) sind eine rund 1.800seitige unvollendete Abhandlung über die algebraische Geometrie, die in acht Teilen (Fascicles) nach und nach zwischen 1960 und 1967 erschienen ist. Grothendieck versuchte, die algebraische Geometrie systematisch umzuschreiben, indem er die damals gängige Methode, von einer Varietät {\displaystyle X} auf einen Ring {\displaystyle A} überzugehen, umkehrte, und aus einem Ring {\displaystyle A} eine Varietät {\displaystyle \operatorname {Spec} (A)} konstruierte. Dies ist die Grundidee zur Konstruktion der sogenannten Schemata.
Inhaltsangabe der veröffentlichten Kapitel:
- I. Le langage des schémas („Die Sprache der Schemata“).
- II. Étude globale élémentaire de quelques classes de morphismes („Globale Eigenschaften einiger Klassen von Morphismen“).
- III. Étude cohomologique des faisceaux cohérents („Studium der Kohomologie kohärenter Garben“). In zwei Bänden.
- IV. Étude locale des schémas et des morphismes de schémas („Lokale Eigenschaften von Schemata und Schemamorphismen“). In vier Bänden.

Anfangs waren 13 Kapitel geplant (wie in Euklids Elementen, die auch 13 Kapitel umfassten und eine Grundstruktur für die Mathematik schlechthin wurden). Ursprünglich wollte er noch Abschnitte über die Fundamentalgruppe, Residuen, Schnitte, Kategorientheorie und ein wenig Homotopie geplant und nach der optimistischen Einschätzung von Grothendieck wurden drei bis vier Jahre veranschlagt. Einige der Themen bearbeitete Grothendieck mit seinen Schülern im Séminaire de géométrie algébrique du Bois Marie und an anderer Stelle (zum Beispiel entstand ein Buch über Residuen und Dualität von Robin Hartshorne aus brieflicher Zusammenarbeit mit Grothendieck).
Die Titel der weiteren geplanten aber nicht realisierten Kapitel waren:
- V. Procédés élémentaires de construction des schémas.
- VI. Techniques de descente. Méthode générale de construction des schémas.
- VII. Schémas de groupes, espaces fibrés principaux.
- VIII. Étude différentielle des espaces fibrés.
- IX. Le groupe fondamental.
- X. Résidus et dualité.
- XI. Théories d'intersection, classes de Chern, théorème de Riemann-Roch.
- XII. Schémas abéliens et schémas de Picard.
- XIII. Cohomologie de Weil.

Es gibt außerdem ein Kapitel 0 mit Präliminarien, das über verschiedene Kapitel verteilt war.
Der erste Entwurf stammte meist von Grothendieck und wurde von Dieudonné ausgearbeitet. Innerhalb seines streng geregelten Arbeitspensums arbeitete Grothendieck regelmäßig in den 1960er Jahren an EGA. Nach Luc Illusie war der Hauptanteil von Dieudonné der Abschnitt in EGA IV Differentialrechnung in positiver Charakteristik mit vollständigen lokalen Ringen. Er sieht EGA auch in erster Linie als Nachschlagewerk, das aber für Studenten unentbehrlich ist, da hier Details ausgeführt sind, die sich sonst nicht in der Literatur finden. Das Bemühen, auch scheinbar „triviale“ Sachverhalte genau und lückenlos zu erklären, war typisch für Grothendieck und führte auch zu den vielen Rückverweisen im Buch – nach einer maliziösen Bemerkung von Illusie diente dies auch dazu, Dieudonné den Inhalt verständlich zu machen. Dieudonné war mit Grothendieck 1959 an das IHES gekommen, wobei dessen Direktor Motchane vor allem ihn haben wollte, Dieudonné bestand aber auf Grothendieck, denn damals war schon klar, dass Grothendieck damals der aufstrebende „Stern“ der algebraischen Geometrie war, der einen Platz für die Ausarbeitung seines monumentalen Programms der Neubegründung der algebraischen Geometrie brauchte (an einer Universität war dies nicht so einfach, da er staatenlos war und kompromisslos seine Ansichten vertrat). Beide kannten sich außerdem aus dem Kreis von Nicolas Bourbaki, in dem Dieudonné ebenfalls meist die Endredaktion übernahm. Grothendieck verließ aber 1960 vorzeitig Bourbaki, da er sein eigenes Programm verfolgen wollte. Der Titel von EGA lehnt sich an die Éléments de Mathématique von Nicolas Bourbaki an.
Noch Anfang der 2000er Jahre verkaufte das IHES über hundert Exemplare pro Jahr.
Grothendieck selbst berichtet über die Entstehung in seinem Récoltes et Sémailles von 1986.